# 弗拉季斯拉夫·特列季亚克

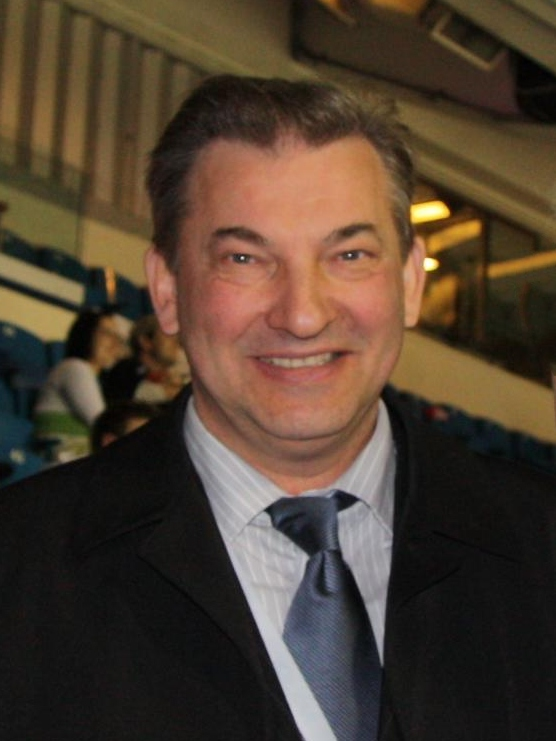

弗拉季斯拉夫·亚历山德罗维奇·特列季亚克（俄语：Владислав Александрович Третьяк；1952年4月25日—），前苏联冰球国家队守门员。他被认为是该项运动历史上最为伟大的守门员选手之一。在一项由16个国家56位专家组成的评审团认定，他被选为国际冰球联合会的全明星队伍中，六个选手之一。
他担任过俄罗斯冰球联合会主席，及2010年俄罗斯冬季奥运会队伍总经理。
他在2014年冬季奧林匹克運動會开幕式上與艾琳娜·羅德妮娜点燃主火炬。